# Steindachneria argentea
Steindachneria argentea is een straalvinnige vissensoort uit de familie van heken (Merlucciidae). De wetenschappelijke naam van de soort is voor het eerst geldig gepubliceerd in 1896 door Goode & Bean.

Verspreidingsgebied van Steindachneria argentea